# Cliff House
Pour l’article homonyme, voir The Cliff House at Pikes Peak.
 Cliff House est un restaurant situé sur un rocher au bord de l'Océan Pacifique au nord de la plage d'Ocean Beach à San Francisco. C'est un des restaurants emblématiques de la ville.

## Historique
Un premier bâtiment avait été construit à cet emplacement en 1863, puis reconstruit en 1896.
C'est une concession du Golden Gate National Park.

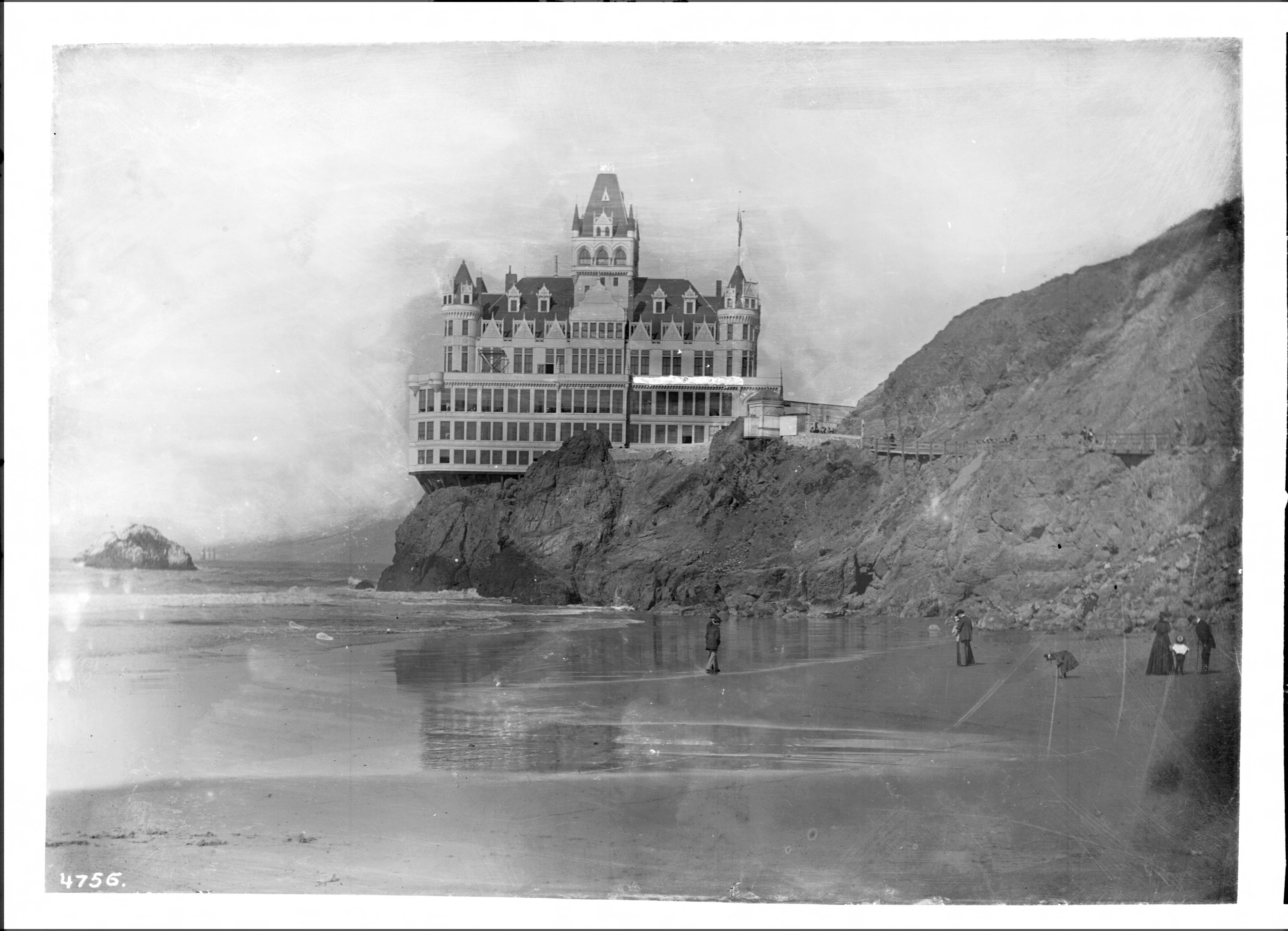
Cliff House vers 1900

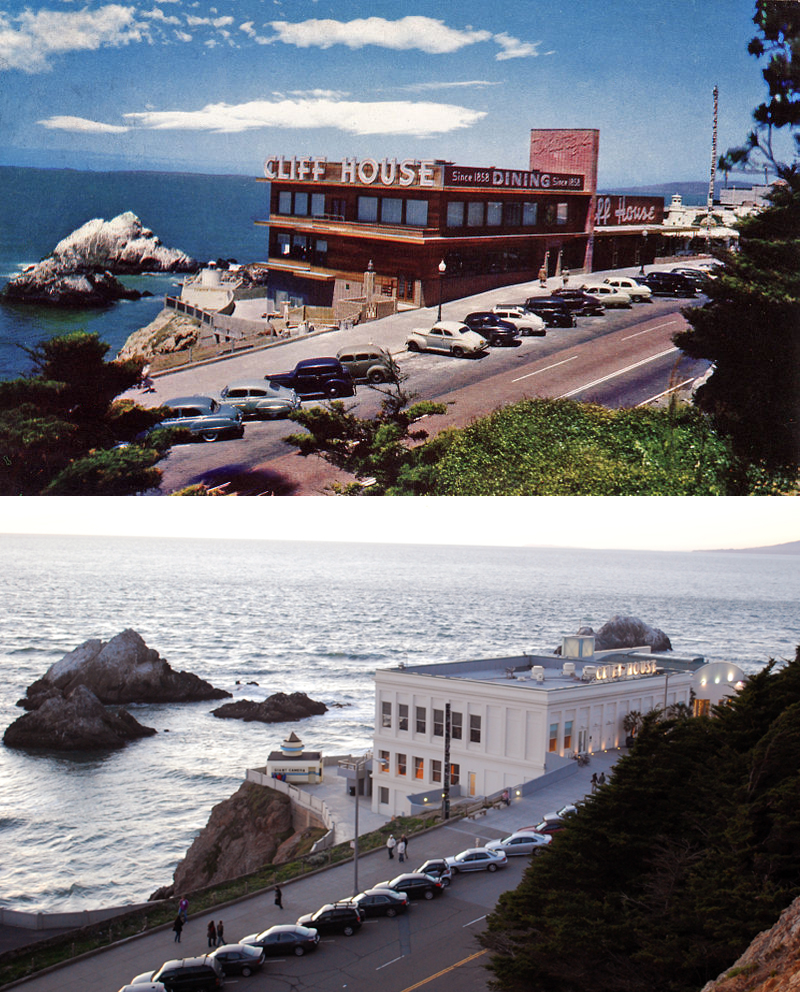
Cliff House en 1941 (en haut) et en 2009 (en bas)

Cliff House fut détruit par le grand tremblement de terre de 1906 et l'incendie qui s'ensuivit. Il n'en reste que les fondations (au nord du Cliff House actuel). Il y avait une gigantesque piscine d'eau de mer dont il reste quelques bassins.